# Каломира
Каломи́ра (греч. Καλομοίρα), настоящее имя Мари́я Каломи́ра Сара́нтис (греч. Μαρία Καλομοίρα Σαράντη, англ. Maria Kalomira Sarantis, родилась 31 января 1985 в Нью-Йорке) — греческая певица, которая представляла Грецию на конкурсе Евровидение 2008 года и заняла там 3-е место. Победительница греческого музыкального реалити-шоу «Fame Story» (аналог международного шоу «Star Academy»).

## Ранние годы
Мария Каломира Кэрол Сарантис родилась 31 января 1985 в городе Уэст-Хемпстед (округ Нассо, штат Нью-Йорк, США). Родители — Николас (Никола) и Елена (Хелен) Сарантис, владельцы ресторана. Есть также сестра Джорджия. В детстве Каломиру называли Кэрол.
С детства она мечтала стать певицей, поэтому часто выступала в школьных мюзиклах и различных пьесах. Училась игре на скрипке в течение 9 лет, выступала в школьном музыкальном оркестре. Выиграла школьный конкурс красоты в 2003 году, два года подряд была старостой (президентом) класса. По совету двоюродной сестры Елены отправилась на музыкальный конкурс WBLI Radio и заняла там 2-е место. Выступала на концертах Джессики Симпсон, Дженнифер Лав Хьюитт, LL Cool J, Мишель Бранч и Ника Лаше.

## Fame Story
Каломира стала участницей шоу Fame Story 2 (аналог международного музыкального шоу «Star Academy»), обойдя более чем 200 конкурентов. Шоу выходило на греческом телеканале ANT1. Несмотря на то, что она не владела свободно греческим, Каломира отправилась в Грецию, отучившись один семестр в Университете Адельфи (она получала стипендию там благодаря победам в музыкальных конкурсах). В итоге Каломира одержала победу в шоу, выиграв 200 тысяч евро и подписав контракт с лейблом Heaven Music. На шоу Каломира исполняла следующие песни:
- Прослушивание — Μία φορά και ένα καιρό
- 1-я неделя — Stand by Me
- 2-я неделя — H Γκαρσόνα
- 3-я неделя — Γατούλα
- 4-я неделя — Ανάβεις φωτιές
- 5-я неделя — Dancing Queen
- 6-я неделя — Woman In Love
- 7-я неделя — Ένα πρωινό
- 8-я неделя — La Isla Bonita
- 9-я неделя — Gucci των Μασάι
- 10-я неделя — Γιατί Φοβάσαι
- 11-я неделя — Περιττός
- 12-я неделя — Oops!… I Did It Again
- 13-я неделя — Εϊ Καζανόβα
- Финал — Express Yourself

## Профессиональная карьера

### 2004—2006: первые альбомы и дебют на телевидении
Каломира выступала в клубе FOCUS в Салониках с 8 июля по 14 августа, развлекая по ночам посетителей и параллельно ведя работу над альбомом. Выступала в шоу Today Show и Access Hollywood на канале NBC, во время проведения церемонии открытия Летних Олимпийских игр в Афинах выступала на концерте, также дала специально интервью Fox News и газетам Washington Post, Newsday и New York Times. Приглашалась в шоу Опры Уинфри в преддверии Евровидения в Греции. Первый альбом «Kalomira» выпустила 1 сентября 2004, и он получил статус золотого. После этого успеха Каломира совершила турне по Греции вместе со всеми участниками шоу Fame Story, выступив в афинском отеле Thalassa, а сезон завершила выступлением на студии REX с Деспиной Ванди и Таносом Петрелисом. Журналы Life и Style наградили её премией «Женщина года — лучший дебют». Сыграла эпизодическую роль в сериале I Lampsi, благодаря чему удостоилась от режиссёра Никоса Фосколоса сравнения с легендарной актрисой Алики Вуюклаки. Также она выступала в театре «Иродион»: на день рождения Дионисиса Саввопулоса она вылезла из торта, исполнив песню Мерилин Монро «Happy Birthday Mr. President».
В 2005 году Каломира выпустила второй альбом «Paizeis?» (с греч. — «Играешь?») с 12 песнями (две из них были лично написаны Каломирой). В музыкальном клубе «Пирей-130» она выступила с Элли Коккину, Андреасом Стамосом и Константиносом Христофору, исполнив песни «Scandalous», «Don’t Cha» и «Don’t Phunk with My Heart» вместе с песнями из первых двух альбомов. 11 апреля 2005 выступила на первом концерте болгарской «Фабрики звёзд». В конце 2006 года Каломира стала телеведущей вечернего воскресного шоу «Pio Poli Tin Kiriaki» с Григорисом Арнаутоглу, а в декабре выпустила альбом «I Kalomira Paei Cinema» (с греч. — «Каломира идёт в кино»), на котором были записаны песни из греческих фильмов в исполнении самой певицы.

### 2007—2009:выступление на Евровидениии слухи об уходе со сцены

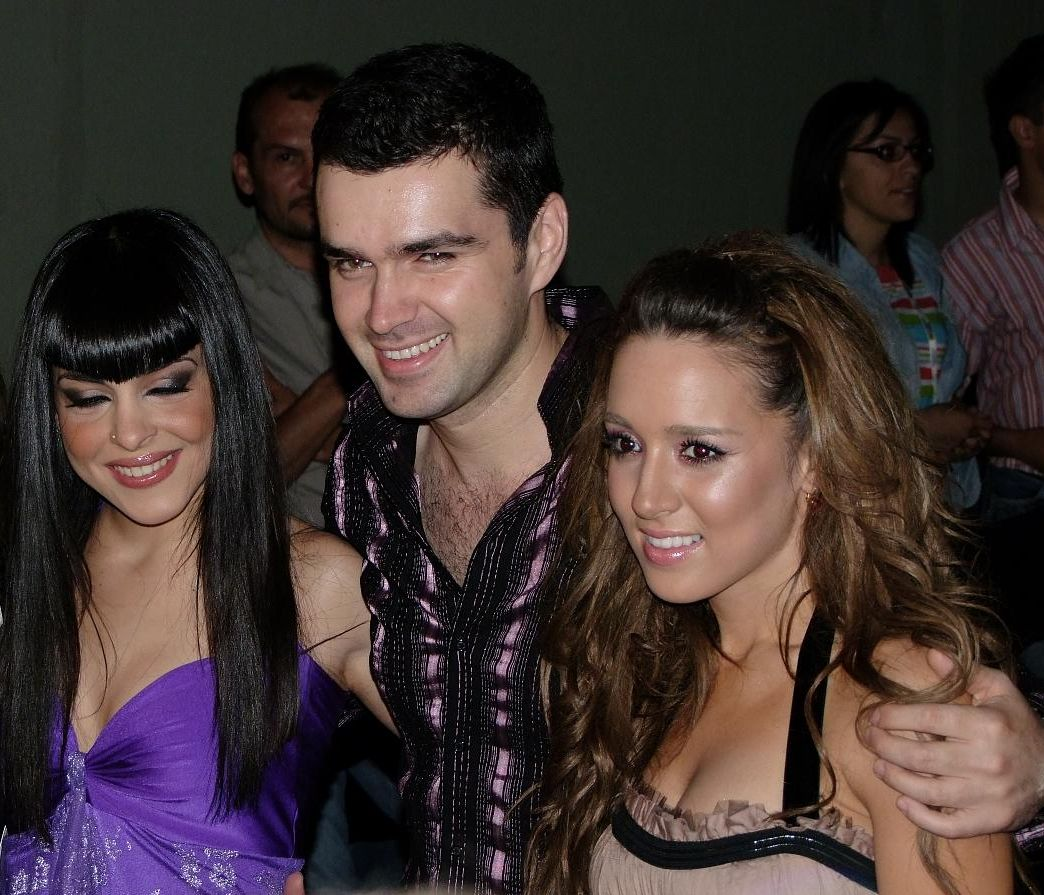
Евдокия Кади, Влад Мирицэ и Каломира на вечеринке Евровидения 16 мая 2008

В конце 2007 года Heaven Music выбрал Каломиру как кандидата на представление Греции на конкурсе песни Евровидение-2008. Каломира представила песню «Secret Combination» в R&B-стиле с греческим влиянием: авторами песни стали композитор Константинос Панцис и поэт Посейдонас Яннопулос. 27 февраля 2008 Каломира победила в национальном отборе, а перед конкурсом совершила европейские гастроли в марте-апреле.
20 мая 2008 Каломира, завершавшая программу полуфинала под номером 19, уверенно выиграла полуфинал и вышла в финальный этап конкурса. 24 мая 2008 Каломира выступила под 21-м номером. В ходе голосования в начале она уверенно лидировала, но её опередили Украина (2-е место) и Россия (1-е место). Каломира в итоге набрала 218 очков и стала 3-й. В интервью Елене Менегаки Каломира сказала, что своё выступление на Евровидении расценивает как самое большое достижение в своей карьере и самое грандиозное событие в жизни, а для себя на Евровидении она поставила цель завоевать популярность среди греческих зрителей. По мнению многих, Каломира уже была мало похожа на новичка с шоу «Fame Story».
29 мая 2008 был выпущен четвёртый альбом «Secret Combination the Album»: Каломира в блоге рассказала, что записывала его в Греции в сентябре-октябре прошлого года. На нём были песни и на греческом языке, а также несколько ремиксов. Авторами стали Константинос Панцис, Тасос Вугиацис и Sunny X. После Евровидения Каломира вернулась в Нью-Йорк и взяла перерыв в карьере, чтобы поухаживать за родившейся племянницей. Отец певицы утверждал в интервью журналу Downtown Magazine, что с дочерью руководство лейбла обращалось очень плохо и она грозила прекратить выступления, но решила отложить решение до августа. Глава лейбла Макис Пунентис назвал подобные заявления чушью и заявил, что не обращался дурно с Каломирой и даже готов был предложить ей новый контракт.
В конце концов Каломира вернулась на сцену и стала ведущей телешоу «Big in Japan» на греческом телевидении. В 2009 году она дала ряд концертов в клубах Северной Америки: 26 апреля в Нью-Йорке, 25 июня в Лос-Анджелесе, 27 июня в Торонто и 8 ноября в Сан-Франциско.

### 2010—2014: продолжение концертов и туров
В январе 2010 года Каломира стала лицом рекламы Domino’s Pizza в Греции. Также она хотела стать ведущей шоу «Greek Idol» на Alpha TV,, но её место заняла Анта Ливицану. Тогда же Каломира объявила в Twitter, что записывает в студии новые песни. Пошли слухи, что в июне 2010 года она не собиралась продлевать контракт с Heaven Music и начать сотрудничество с The Spicy Effect, но в марте Каломира продлила контракт. Её следующим синглом стал «Please Don’t Break My Heart», записанный с рэпером Fatman Scoop. Клип был снят в Турции, а песня зазвучала на радиостанции Rythmos 94.9..
В июне 2011 года Каломира издала последнюю поп-песню на Heaven Music «This Is The Time»: клип был снят в июле и стал самым откровенным в карьере певицы. Летом она совершила мировые гастроли в Греции, на Кипре, а также в американской Аризоне и канадском Торонто. 31 декабря 2011 Каломира дала благотворительный концерт «Bring in 2012 with Kalomira!» в городе Вашингтон специально для греческой общины. 22 февраля 2012 вышел её сингл «Other Side Tonight» при помощи компании «Hot Kiss Records LLC». Песню написали GMoney и Джереми Бибер. 2 марта 2012 Каломира и австрало-греческий актёр Ангелос Царухас выступили на конкурсе красоты в Канаде «Greek Beauty Pageant — Kalistia 2012».
17 октября 2013 Каломира вернулась на сцену после отпуска, а в марте 2014 года приехала в Грецию впервые за два с половиной года, выступив специально на внутреннем отборе в преддверии Евровидения-2014 с Клейди Лупа. Каломира дала ряд интервью на телеканалах и в журналах. Летом Каломира вернулась в США перед началом очередных гастролей.
3 июня 2014 в Филадельфии перед футбольным матчем сборных Греции и Нигерии, готовившихся к чемпионату мира Каломира исполнила гимн Греции.
В тот же день Каломира провела концерт для болельщиков, а 6 июня посетила Балтимор и фестиваль греческой народной музыки. 23 июля она выступила в Нью-Йорке на концерте «The Loukoumi make a difference foundation» с Анной Висси, Глорией Гейнор, Константном Марулисом и Олимпией Дукакис.
По собственному признанию в интервью летом 2014 года, Каломира начала карьеру, когда ей было 18 с половиной лет, и за 10 лет проделала большой путь, описав фактически в своих песнях историю своей жизни.

### 2015—н.в.: возвращение к дискографии и Panik Records
На премии MAD VMA 2015 Каломира представила свой новый сингл «This Is Summer», автором которого стал Slick Beats. Песня начала исполняться на радиостанциях со 2 июля 2015; продажи синглов начались в интернет-магазинах студий Panik Records и Hot Kiss Records LLC.

## Личная жизнь
В 2008 году в интервью журналу Tahydromos Каломира представила своего молодого человека — бизнесмена Джорджа Бусалиса, с которым пообещала сыграть свадьбу в 2010 году. Позднее она сообщила, что свадьба состоится в Нью-Йорке 26 сентября 2010, а после неё она обещала организовать вечеринку для своих друзей из Греции. Свадьба прошла в назначенный день, венчание состоялось в греческом православном соборе Святого Павла в Хэмпстиде (штат Нью-Йорк). У супругов трое детей: близнецы Никос и Дмитрис (род. 14 декабря 2012) и дочь Анастасия (род. 21 июля 2016).
В 2014 году Каломира в своём блоге рассказала, что в детстве подвергалась насмешкам и оскорблениям со стороны сверстников: они смеялись и над её небогатой семьёй, и над манерой в общении, и даже над любовью к музыке. Она призвала своих фанатов не поддаваться на провокации из-за музыкального вкуса. Поводом для подобного явления стало самоубийство 11-летнего ребёнка, над которым смеялись и издевались одноклассники за то, что он смотрел мультсериал «My Little Pony».

## Дискография

### Альбомы
| Год  | Название                      |      |                    |
| ---- | ----------------------------- | ---- | ------------------ |
| Год  | Название                      | 2004 | Kalomoira (альбом) |
| 2005 | Paizeis?                      |      |                    |
| 2006 | I Kalomoira Paei Cinema       |      |                    |
| 2008 | Secret Combination: The Album |      |                    |

### Синглы
| Год  | Название           |      |                     |
| ---- | ------------------ | ---- | ------------------- |
| Год  | Название           | 2006 | Gine Mazi Mou Paidi |
| 2008 | Secret Combination |      |                     |